# Luc Ferry
Luc Ferry (Colombes, 1 januari 1951) is een Franse filosoof en een belangrijke voorstander van seculier humanisme. Hij is een voormalig lid van de Saint-Simon Foundation denktank.
Hij ontving een Agregation de philosophie (1975), een Doctorat d'Etat en science politique (1981), en een Agregation de science politique (1982). Als hoogleraar politieke wetenschappen en politieke filosofie gaf Luc Ferry college aan het Institut d'études politiques de Lyon (1982-1988) en gedurende deze periode gaf hij ook college en deed hij gericht promotieonderzoek aan de Université Paris 1 Panthéon-Sorbonne. Ook gaf hij college aan de Universiteit van Caen (1989-1996), en aan de Université Paris VII - Diderot (sinds 1996). Bij deze laatste universiteit gaf hij bijna geen college, vanwege een andere, gelijktijdige betrekking bij de overheid.
Vanaf 2002 tot 2004 was hij minister van Onderwijs in het kabinet onder leiding van de conservatieve premier Jean-Pierre Raffarin. Tijdens zijn ambtsperiode was hij belast met de uitvoering van de Franse wet op secularisatie en opvallende religieuze symbolen in scholen. Hij ontving de prijs van doctor honoris causa van de Université de Sherbrooke (Canada).

## Werken
Enkele werken van zijn hand zijn de volgende.
- De god-mens of de zin van het leven, Ambo, 1996
- Beginnen met filosofie. Met andere ogen kijken naar je leven, Arbeiderspers, Amsterdam 2007 - oorspronkelijke titel ‘Apprendre à vivre’
- Beginnen met mythologie - wat wij van Griekse goden en helden kunnen leren, Arbeiderspers 2010

- Bibsys: 90374591
- Biblioteca Nacional de España: XX991892
- Bibliothèque nationale de France: cb119026678 (data)
- CiNii: DA01332108
- Gemeinsame Normdatei: 115743634
- International Standard Name Identifier: 0000 0001 2147 1846
- Library of Congress Control Number: n82121266
- Nationale Bibliotheek van Letland: 000260449
- MusicBrainz: 3acb0b6d-4689-4dbe-9995-1b86384d5276
- Bibliotheek van het Japanse parlement: 00513186
- Nationale Bibliotheek van Tsjechië: kup19990000026971
- Nationale Bibliotheek van Israël: 987007299675905171
- Nederlandse Thesaurus van Auteursnamen: 071252738
- Istituto Centrale per il Catalogo Unico: CFIV070755
- Système universitaire de documentation: 026863472
- Virtual International Authority File: 108921616
- WorldCat: E39PBJc7WRDg3P8jpWHXYgTrbd